# Doca Street
Raul Fernando do Amaral Street (São Paulo, 5 de dezembro de 1934 – São Paulo, 18 de dezembro de 2020), mais conhecido como Doca Street, foi um empresário e criminoso brasileiro.

## Biografia
Ficou conhecido após ter matado, em 30 de dezembro de 1976, com um tiro na nuca e três tiros no rosto, a socialite Ângela Diniz, com quem namorava há quatro meses. O julgamento de Doca Street foi amplamente divulgado pela mídia e teve como foco a moral sexual feminina. O assassino foi condenado a dois anos de prisão com sursis e imediatamente solto. A decisão judicial gerou um amplo movimento de protesto feminista, sob o lema "quem ama não mata", ocasionando um novo julgamento, quando Doca Street foi condenado a quinze anos de prisão. O evento é considerado um marco na história do feminismo no Brasil.
Foi julgado duas vezes: o primeiro julgamento (em 1979), no qual a defesa se baseou na tese da legítima defesa da honra, foi refeito em 1981. Cumpriu cinco anos de prisão até obter liberdade condicional em 1987.
Após a prisão, Street continuou atuando no mercado financeiro e no comércio de automóveis. 
Em 2006, Doca Street lançou o livro Mea Culpa, em que dá sua versão: Ângela teria o mandado ir embora, ocasião em que ele implorou para ficar com ela, que lhe respondeu que se aceitasse dividi-la com homens e mulheres poderia ficar, agredindo-o com uma maleta, que continha o revólver, que caiu no chão e foi utilizado por Raul para matá-la em seguida.
Seu apelido é a abreviação de "Fernandoca", como era chamado pela família.

## O primeiro julgamento

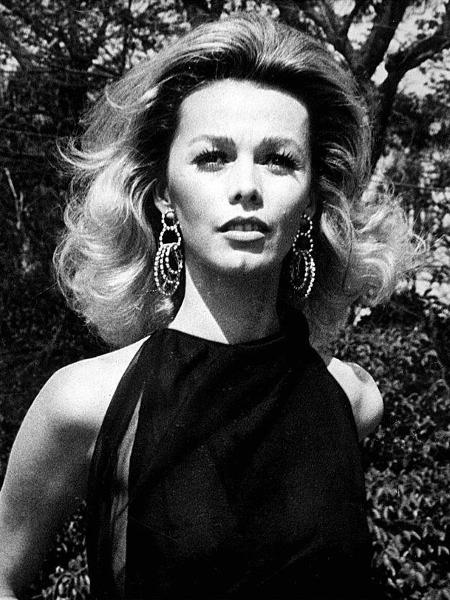
Ângela Diniz, assassinada por Doca Street em 1976

Doca Street foi julgado em 1979 em Cabo Frio, sendo defendido pelo advogado Evandro Lins e Silva. A defesa foi baseada na tese de legítima defesa da honra, responsabilizando-se a vítima por ter provocado tal violência, em razão do próprio comportamento. Na acusação, a família de Ângela contratou o advogado Evaristo de Moraes Filho para atuar como assistente de acusação.
Durante o julgamento, se examinou amplamente a vida de Ângela, questionando sua moralidade sexual, seu envolvimentos com outros crimes, e sua dependência de drogas. O julgamento foi extensamente coberto pela mídia, sendo que só o Grupo Globo levou uma equipe de 68 pessoas entre técnicos e repórteres.
O tribunal do júri condenou Doca Street por cinco votos a dois a uma pena de 18 meses pelo crime e seis meses por ter fugido da justiça, com direito à sursis. Por já ter cumprido sete meses preso, ou seja, um terço da pena, Doca foi liberado e pode sair livre do tribunal.

## O movimento feminista

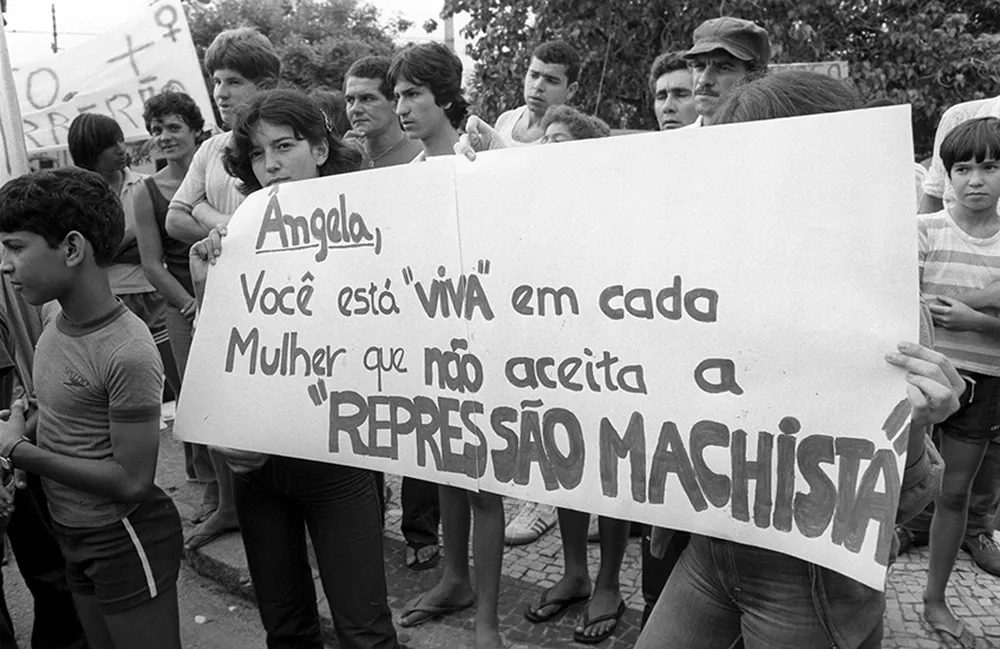
Protesto contra o machismo em frente ao tribunal onde ocorria o julgamento de Doca Street

A escandalosa decisão a favor do assassino de Ângela Diniz produziu o primeiro de uma série de movimentos feministas de protesto contra a violência doméstica sob o lema "quem ama não mata", slogan tomado como resposta da argumentação da defesa da Doca Street de que ele "matou por amor". A pressão do movimento feminista levou a um novo julgamento de Doca Street.

## O segundo julgamento
Em 1981, Doca Street foi submetido a um novo julgamento e condenado a 15 anos de prisão. O julgamento foi acompanhado pessoalmente por ativistas feministas, que organizaram uma vigília e exigiram sentença e prisão para o assassino, explodindo em aplausos quando a sentença foi anunciada. Enquanto que no primeiro julgamento havia predominado uma cobertura machista da mídia a partir da vida sexual da vítima, já no segundo julgamento, a pressão do movimento feminista impôs um quadro de sentido baseado no próprio assassinato e na invalidade do argumento emocional para justificá-lo.

## Na mídia
Em 1982, a Rede Globo exibiu a minissérie Quem Ama Não Mata, inspirada no caso Doca Street, sob a atuação de Marília Pêra e Cláudio Marzo.
É citado na música Nome aos Bois, da banda Titãs, lançada em 1988. Samba de Aluisio Machado, questionando a impunidade dos ricos, é intitulado "Doca Street".
O programa Linha Direta, da Rede Globo, fez a reconstituição do crime e do julgamento no episódio Ângela e Doca.
Em 2006, foi entrevistado por Amaury Jr., na RedeTV!, divulgando seu livro. Nesta entrevista, afirmou ser agnóstico.
O podcast Praia dos Ossos, produzido pela Rádio Novelo e lançado em agosto de 2020, aborda em oito episódios o assassinato de Ângela Diniz. O sexto tem como título: "Doca".
Em setembro de 2023, foi lançado o filme Ângela. Doca foi interpretado por Gabriel Braga Nunes.

## Morte
Morreu no Hospital Samaritano de São Paulo em 18 de dezembro de 2020, aos 86 anos, vítima de um infarto. Deixou viúva e três filhos.